# David R. Boone
David Ridgway Boone (* 19. Januar 1952 in Lewes, Sussex County, Delaware, Vereinigte Staaten; † 27. Mai 2005 in Portland, Oregon) war ein US-amerikanischer Mikrobiologe.

## Leben
Boones interesse an der Mikrobiologie wurde während seines Bachelorstudiums durch einen Kurs an der University of Florida geweckt, der die Stoffwechselbeziehungen zwischen Bakterien zum Gegenstand hatte. Während seines Masterstudiums untersuchte Boone den Abbau von Propionaten und Butyraten durch anaerobe Bakterien. Nach seiner Promotion an der University of Florida im Jahr 1977 forschte Boone weiter zu diesem Thema, nun im Laboratorium von Marvin P. Bryant an der University of Illinois at Urbana-Champaign.
Ein Ergebnis seiner Forschungen war die Beschreibung von Syntrophobacter wolinii Boone & Bryant, 1980, dem ersten jemals entdeckten Mikroorganismus mit der Fähigkeit zum Propionatabbau und zur Sulfatreduktion. Im Fokus von Boones weiterer Arbeit stand die Methanogenese durch Archaeen und ihre Bedeutung in einer Vielzahl natürlicher Umgebungen. 
Von 1979 bis 1983 untersuchte er die Methanogenese durch anaeroben mikrobiellen Abbau von Biomasse. Diese Forschungen setzte er mit Dr. Bob Mah an der University of California, Los Angeles fort. In dieser Zeit begann er seine Erforschung der Methanogenese in Salz- und Sodaseen.
Boone wechselte 1987 an das Oregon Graduate Institute of Science and Technology und 1997 an die Portland State University in Oregon, wo er als Professor für Environmental Microbiology (Mikrobiologie der Umwelt) tätig war. Während seiner fast drei Jahrzehnte währenden wissenschaftlichen Laufbahn konnte er mit seinen Mitarbeitern mehr als 15 neue methanogene, syntrophe und sonstige anaerobe Mikroorganismen isolieren und wissenschaftlich beschreiben.
Von 1987 bis 2004 war Boone Direktor der von ihm gegründeten Sammlung von Methanogenen, der Oregon Collection of Methanogens. Diese Sammlung, die über ein Jahrzehnt als Einzige lebensfähige Kulturen von methanogenen anaeroben Mikroorganismen der Vereinigten Staaten zur Verfügung stellen konnte, wurde kurz vor seinem Tod in die American Type Culture Collection überführt.
Boone war von 1986 bis 2001 Vorsitzender der Unterkommission für methanogene Bakterien des International Committee on Systematic Bacteriology. Mit Richard W. Castenholz und George M. Garrity war er 2001 Herausgeber des ersten Bands (The Archaea and the deeply branching and phototrophic bacteria) der zweiten Auflage von Bergey’s Manual of Systematic Bacteriology.